# استور پرووست
استور پرووست (به انگلیسی: Stour Provost) یک روستا و محله مدنی در بریتانیا است که در North Dorset واقع شده‌است. استور پرووست ۵۷۹ نفر جمعیت دارد.